# Govert van Slingelandt

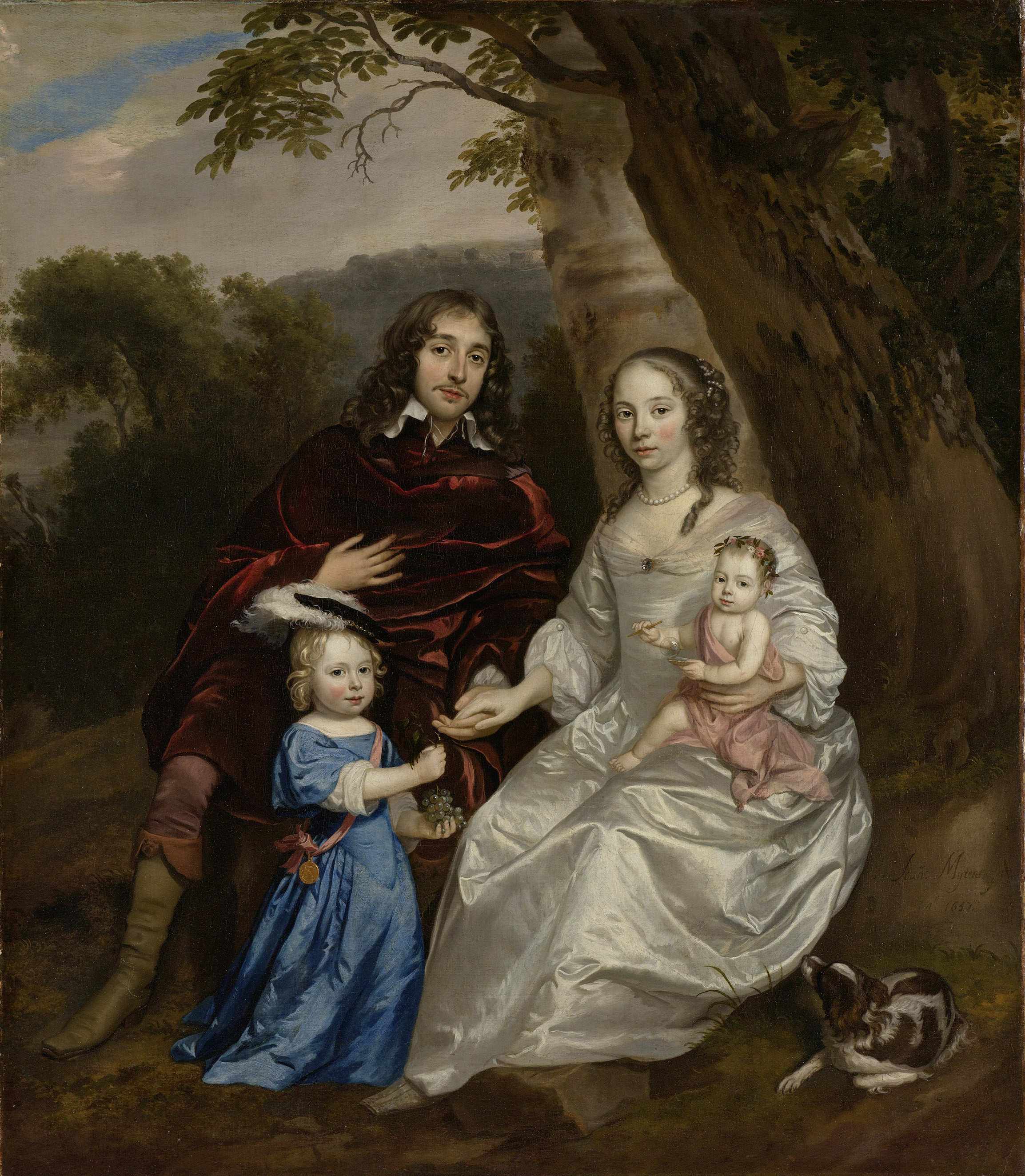
Govert van Slingelandt met zijn eerste vrouw Christina van Beveren en hun beide kinderen (geschilderd doorJohannes Mijtens in 1657 nadat moeder en dochter overleden waren).

Mr. Govert van Slingelandt (Dordrecht, 12 januari 1623 - Den Haag, 3 juli 1690) was heer van Dubbeldam, en een Nederlandse politicus uit de Gouden Eeuw. Hij stamde uit het geslacht Van Slingelandt, was staatsgezind en onderhield een vriendschappelijk band met Johan de Witt, die hem diverse hoge ambten bezorgde. Van Slingelandt was tevens een kunstverzamelaar.
Govert van Slingelandt werd in 1623 in Dordrecht geboren als zoon van Barthoud van Slingelandt (1590-1638) en Geertruid van Beaumont (1592-1652). De gebroeders Johan en Cornelis de Witt waren zijn achterneven. Hij was twee keer gehuwd. Zijn eerste echtgenote was Christina van Beveren (1632-1656), dochter van de Dordtse politicus Cornelis van Beveren (1591-1663) en Christina Pijll (1601-1652). Uit dit huwelijk werden Barthout (1654-1711) en Kristina (1656) geboren. Kristina overleed tijdens of kort na haar geboorte evenals haar moeder. Barthout werd in 1702 tegelijk met zijn halfbroer Govert Johan (1665-1703) verheven tot Rijksbaron. Uit zijn tweede huwelijk met Arnoudina Beaumont (1635-1701) werd ook de latere Raadpensionaris Simon van Slingelandt (1664-1736) geboren.
Govert van Slingelandt vervulde diverse hoge ambten in de Republiek der Verenigde Nederlanden. Toen Johan de Witt in 1653 raadpensionaris werd, volgde Van Slingelandt hem op als pensionaris van Dordrecht. Tevens was hij ambassadeur van de Republiek in Pruisen, Zweden, Polen (1656) en Denemarken (1659). Vanaf 1664 was hij ook secretaris van de Raad van State. Van Slingelandt was een bondgenoot van de factie der "Wittianen" en een van de ondersteuners van het Eeuwig Edict, dat tot doel had om te voorkomen dat Willem III stadhouder van Holland kon worden.
- Biografisch Portaal: 36151338
- Gemeinsame Normdatei: 1026504155
- International Standard Name Identifier: 0000 0003 8200 9334
- Nederlandse Thesaurus van Auteursnamen: 069984018
- RKD-Nederlands Instituut voor Kunstgeschiedenis: 468853
- Système universitaire de documentation: 227616588
- Virtual International Authority File: 263964628
- WorldCat: E39PBJcRdydbRkQVM7BRVrr6rq